# Atarba sigmoidea
Atarba sigmoidea är en tvåvingeart som beskrevs av Alexander 1979. Atarba sigmoidea ingår i släktet Atarba och familjen småharkrankar.
Artens utbredningsområde är Ecuador. Inga underarter finns listade i Catalogue of Life.